# ROCK CIRCUIT
ROCK CIRCUIT（ロックサーキット）は、1981年創業北海道札幌市のコンサート企画・運営会社WESS（ウェス）が開催している音楽イベントの1つである。
元々は、80年代後半から90年代にかけてWESSが主催した、RISING SUN ROCK FESTIVALの起源となる野外ロックフェスティバルであるが、ここでは2021年以降に開催されたイベントについて取り扱う。
北海道のイベントなので、RISING SUN ROCK FESTIVAL同様、タイトルの後ろに"YYYY in Ezo"（YYYYは開催年）が入る。

## 歴史

### 2021年
- 8月13日・14日 ROCK CIRCUIT 2021 in EZO
- 会場：札幌芸術の森野外ステージ
  - RISING SUN ROCK FESTIVAL 2021 in EZOの開催中止に伴い、主催するWESSが北海道の音楽文化の灯りを絶やす事なく、来年度の開催に繋げるためRISING SUN ROCK FESTIVALに代わる野外イベントとして、ROCK CIRCUIT 2021 in EZOをRISING SUN ROCK FESTIVALが開催予定だった8月13日・14日に札幌芸術の森 野外ステージにて開催した[1]。（7月9日に開催が発表された[2]。）
  - 14日公演に出演が予定されていたBiSHとマカロニえんぴつがメンバーの新型コロナウイルス感染により出演キャンセルとなる。マカロニえんぴつに代わりSaucy Dogが、BiSHに代わりEMPiREがそれぞれ出演した。

#### 参加アーティスト
| 8月13日                                      | 8月14日                                                                            |
| -------------------------------------------- | ---------------------------------------------------------------------------------- |
| - 緑黄色社会 - Vaundy - Creepy Nuts - sumika | - 04 Limited Sazabys - BiSH → EMPiRE - マカロニえんぴつ → Saucy Dog - SUPER BEAVER |

### 2022年
- 7月17日 ROCK CIRCUIT 2021 in EZO  -alternative to def garage-
- 会場：Zepp Sapporo
  - RISING SUN ROCK FESTIVALに2012年から登場した、インディペンデントな活動をするアーティストに特化したステージdef garageのスピンオフ企画として屋内で開催された。

#### 参加アーティスト
| 7月17日                                          |
| ------------------------------------------------ |
| - w.o.d. - SLANG - ドレスコーズ - MOROHA - GEZAN |